# American Basketball Association 1972-1973
La stagione della American Basketball Association 1972-1973 fu la sesta edizione del campionato ABA. I campioni furono gli Indiana Pacers, che sconfissero in finale i Kentucky Colonels.

## Squadre partecipanti
- Carolina Cougars
- Dallas Chaparrals
- Denver Rockets
- Indiana Pacers
- Kentucky Colonels

- Memphis Tams
- N.Y. Nets
- San Diego Conq.
- Utah Stars
- Virginia Squires

## Classifica finale
Eastern Division
| Squadra           | V  | P  | %    | GB |
| ----------------- | -- | -- | ---- | -- |
| Carolina Cougars  | 57 | 27 | 67,9 | -  |
| Kentucky Colonels | 56 | 28 | 66,7 | 1  |
| Virginia Squires  | 42 | 42 | 50,0 | 15 |
| New York Nets     | 30 | 54 | 35,7 | 27 |
| Memphis Tams      | 24 | 60 | 28,6 | 33 |

Western Division
| Squadra                 | V  | P  | %    | GB |
| ----------------------- | -- | -- | ---- | -- |
| Utah Stars              | 55 | 29 | 65,5 | -  |
| Indiana Pacers          | 51 | 33 | 60,7 | 4  |
| Denver Rockets          | 47 | 37 | 56,0 | 8  |
| San Diego Conquistadors | 30 | 54 | 35,7 | 25 |
| Dallas Chaparrals       | 28 | 56 | 33,3 | 27 |

## Vincitore
| Campione ABA 1972-1973     |
| -------------------------- |
| Indiana Pacers (3º titolo) |

## Statistiche
| Categoria         | Giocatore       | Squadra                 | Stat |
| ----------------- | --------------- | ----------------------- | ---- |
| Punti per gara    | Julius Erving   | Virginia Squires        | 31,9 |
| Rimbalzi per gara | Artis Gilmore   | Kentucky Colonels       | 17,6 |
| Assist per gara   | Bill Melchionni | New York Nets           | 7,4  |
| FG%               | Artis Gilmore   | Kentucky Colonels       | 55,9 |
| FT%               | Billy Keller    | Indiana Pacers          | 87,0 |
| 3FG%              | Simmie Hill     | San Diego Conquistadors | 39,1 |

## Premi ABA
- ABA Most Valuable Player Award: Billy Cunningham, Carolina Cougars
- ABA Rookie of the Year Award: Brian Taylor, New York Nets
- ABA Coach of the Year Award: Larry Brown, Carolina Cougars
- ABA Playoffs Most Valuable Player: George McGinnis, Indiana Pacers
- All-ABA First Team:
  - Billy Cunningham, Carolina Cougars
  - Julius Erving, Virginia Squires
  - Artis Gilmore, Kentucky Colonels
  - Jimmy Jones, Utah Stars
  - Warren Jabali, Denver Rockets
- All-ABA Second Team:
  - George McGinnis, Indiana Pacers
  - Dan Issel, Kentucky Colonels
  - Mel Daniels, Indiana Pacers
  - Ralph Simpson, Denver Rockets
  - Mack Calvin, Carolina Cougars
- All-Defensive Team:
  - Julius Keye, Denver Rockets
  - Willie Wise, Utah Stars
  - Artis Gilmore, Kentucky Colonels
  - Mike Gale, Kentucky Colonels
  - Fatty Taylor, Virginia Squires
  - Joe Caldwell, Carolina Cougars
- All-Rookie Team:
  - Jim Chones, New York Nets
  - George Gervin, Virginia Squires
  - James Silas, Dallas Chaparrals
  - Brian Taylor, New York Nets
  - Dennis Wuycik, Carolina Cougars